# El Lissitzky
El Lissitzky (Russisch: Эль Лисицкий; El Lisitski, Jiddisch: על ליסיצקי), eigenlijk Lazar Markovitsj Lisitski (Russisch: Лазарь Маркович Лисицкий) (Potsjinok, Rusland, 22 of 23 november 1890 - Moskou, 30 december 1941), was een Russisch-Joods kunstenaar, schilder, graficus, architect, typograaf en fotograaf.
Lissitzky was een van de toonaangevende kunstenaars in de Russische avant-garde van het begin van de 20e eeuw. Samen met zijn vriend en mentor Malevitsj ontwikkelde hij vanuit het kubisme en het futurisme het suprematisme. Zijn werk heeft grote invloed gehad op het constructivisme, Bauhaus en De Stijl.

## Begintijd: tot 1919
Lissitzky werd geboren in een kleine Joodse gemeenschap bij Smolensk, in het westen van Rusland. Hij groeide op in Vitebsk in het tegenwoordige Wit-Rusland. In zijn tienerjaren kreeg hij les van Jehuda Pen, een plaatselijke Joodse kunstenaar. Hij was een snelle leerling en begon al gauw zelf les te geven. In 1909 werd hij door de kunstacademie van Sint-Petersburg afgewezen vanwege de numerus clausus die onder het tsaristische regime voor Joodse studenten gold.
Om toch te kunnen studeren vertrok Lissitzky naar Duitsland waar hij architectuur studeerde aan de Technische Universiteit Darmstadt. Met het uitbreken van de Eerste Wereldoorlog moest hij terugkeren naar Rusland. In Moskou studeerde hij af in de architectuur en begon in dat vak te werken. Als reactie op de val van het antisemitische tsaristische regime stortte hij zich in die tijd op de Joodse kunst en bestudeerde hij de traditionele Joodse architectuur en aankleding van de synagogen in de stad Mahiljow. Met de val van het tsarenregime brak voor Lissitzky, evenals voor andere jonge Joodse kunstenaars, een tijdperk aan met ongekende nieuwe mogelijkheden.

## Avant-garde

### 1919 - 1921
In 1919 nodigde Marc Chagall hem uit mee te werken op de Volkskunstschool in Vitebsk. Chagall, ook vanwege de Eerste Wereldoorlog terug in Rusland, nodigde daarnaast andere kunstenaars uit, zoals Malevitsj en Jehuda Pen. Malevitsj was op dat moment bezig zijn ideeën over het suprematisme verder vorm te geven. Hij verwierp het natekenen van natuurlijke vormen en legde zich toe op het uitwerken van geometrische vormen. Lissitzky zat midden in het artistieke debat tussen de meer traditionele Chagall en de radicale Malevitsj. Lissitzky koos uiteindelijk voor de laatste, Chagall verliet snel daarna de school.

### PROUN
Hierna volgde de oprichting van Unovis, de uiteindelijk kort levende maar zeer invloedrijke denktank van het suprematisme. De groep zorgde voor de verspreiding van het suprematische gedachtegoed, en maakte Lissitzky tot een van de bekendste unovisten.
In die tijd ontwikkelde Lissitzky ook zijn eigen suprematische stijl, die hij PROUN noemde. De betekenis van dit woord is nooit helemaal duidelijk geworden, mogelijkheden zijn dat het een samenvoeging is van "proekt unovsia" ("architectuur ontwerp van UNOVIS"), of "proekt utverzhdenya novoga" ("Ontwerp voor de bevestiging van het nieuwe"). Later heeft hij het zelf omschreven als "het stadium waar iemand omzwaait van schilderkunst naar architectuur".

Net als Malevitsj draagt Lissitzky bij aan de theoretische onderbouwing van het suprematisme:
Het Suprematisme voert de schilderkunst van de staat van het antieke benoemde concrete getal naar het moderne abstracte getal, dat zuiver objectief is, dat een getal is dat naar haar aard haar plaats naast alle objecten inneemt.

Het is de tijd van de burgeroorlog; een belangrijk deel van zijn meest bekende werk maakt hij dan, bijvoorbeeld de litho uit 1919 Versla de witten met de rode wig. Deze litho wordt gezien als een suprematische interpretatie van de militaire kaarten. Rood stond voor de communisten, wit voor de monarchisten, conservatieven, liberalen en socialisten die tegen de bolsjewistische revolutie vochten. Lissitzky was een communist en zou later nog de nodige propaganda voor het Sovjet-regime maken. Lissitzky:
De kunstenaar construeert een nieuw symbool met zijn kwast. Dit symbool is geen herkenbare vorm van iets dat al af is, dat al gemaakt is, of dat al aanwezig is in de wereld. Het is een symbool van een nieuwe wereld, die gebouwd is op en bestaat in de wijze van het volk.

### 1921 - 1924
In 1921 vertrok Lissitzy uit Vitebsk en werd cultureel attaché in Berlijn. Hier moest hij de contacten tussen de Russische en Duitse kunstenaars leggen. Hij werkte als schrijver en ontwerper voor internationale tijdschriften en hielp de avant-garde aan bekendheid middels tentoonstellingen in galerieën.
In Berlijn ontmoette hij en raakte hij bevriend met vele kunstenaars, onder meer Kurt Schwitters, László Moholy-Nagy, Mart Stam en Theo van Doesburg. Met Schwitters en Van Doesburg werkte hij aan het idee van een internationale kunstenaarsbeweging volgens de richtlijnen van het constructivisme. Via Van Doesburg kwam de brug tot stand met stijlen als Bauhaus en De Stijl. Met Schwitters vulde hij een nummer van het tijdschrift Merz. Schwitters introduceerde Lissitzky bij de Kestner Gesellschaft-galerie in Hannover, waar hij zijn eerste solo-tentoonstelling had. De tweede PROUN-serie, gedrukt in Hannover in 1923 met nieuwe technieken, werd een groot succes. In Hannover ontmoette hij ook Sophie Kuppers met wie hij in 1927 zou trouwen.

## Latere jaren, na 1924

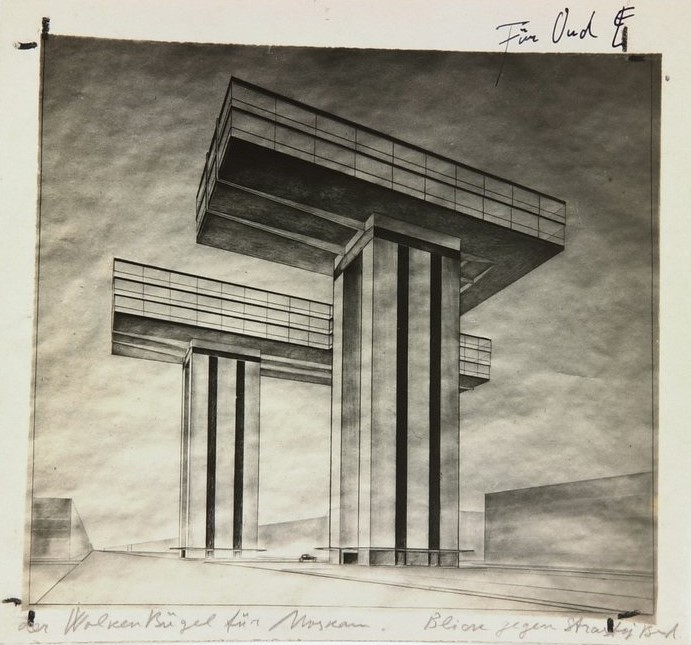
Ontwerp voor een 'horizontale wolkekrabber': de zogenaamde Wolkenbügel (1925)

### 1924 - 1927
In 1924 ging Lissitzky voor behandeling van zijn tuberculose naar Zwitserland. Hij bekostigde zijn verblijf daar met het ontwerpen van reclame voor Pelikan Industries, hij vertaalde artikelen van Malevitsj in het Duits en hij experimenteerde met typografie en fotografie. Hersteld vertrok Lissitzky in 1925 naar Moskou waar hij les ging geven in interieurontwerp en architectuur. Hij legde zich ook toe op het ontwerpen van de bijdragen aan tentoonstellingen. Opmerkelijk was zijn bijdrage aan de Polygrafische Tentoonstelling in Moskou in 1927, wat hem een groot aantal vervolgopdrachten op zou leveren.

### 1927 - 1941
Lissitzky ging door met het ontwerpen voor tentoonstellingen; hij ontwierp onder meer de Russische bijdrage aan de Wereldtentoonstelling van 1939 in New York. Daarnaast experimenteerde hij volop met drukwerk. Hij was op dat gebied misschien wel het meest invloedrijk, hij ontwierp nieuwe technieken voor typografie en voor fotomontage.

Hij ging ook steeds door met het ontwerpen van Sovjet-propagandamateriaal. Hij heeft een tijdlang gewerkt voor het propagandatijdschrift USSR im Bau. Een aantal van zijn meest opmerkelijke probeersels in boek-ontwerp zijn daarin gepubliceerd.

In 1941 werd hij weer ziek, en op 30 december overleed hij aan tuberculose.

## Musea
Een groot deel van zijn PROUN-werk is te zien in het Van Abbemuseum in Eindhoven. Andere werken zijn onder meer te zien in het Sprengel-Museum in Hannover en de Peggy Guggenheim Collection in Venetië.

## Werk

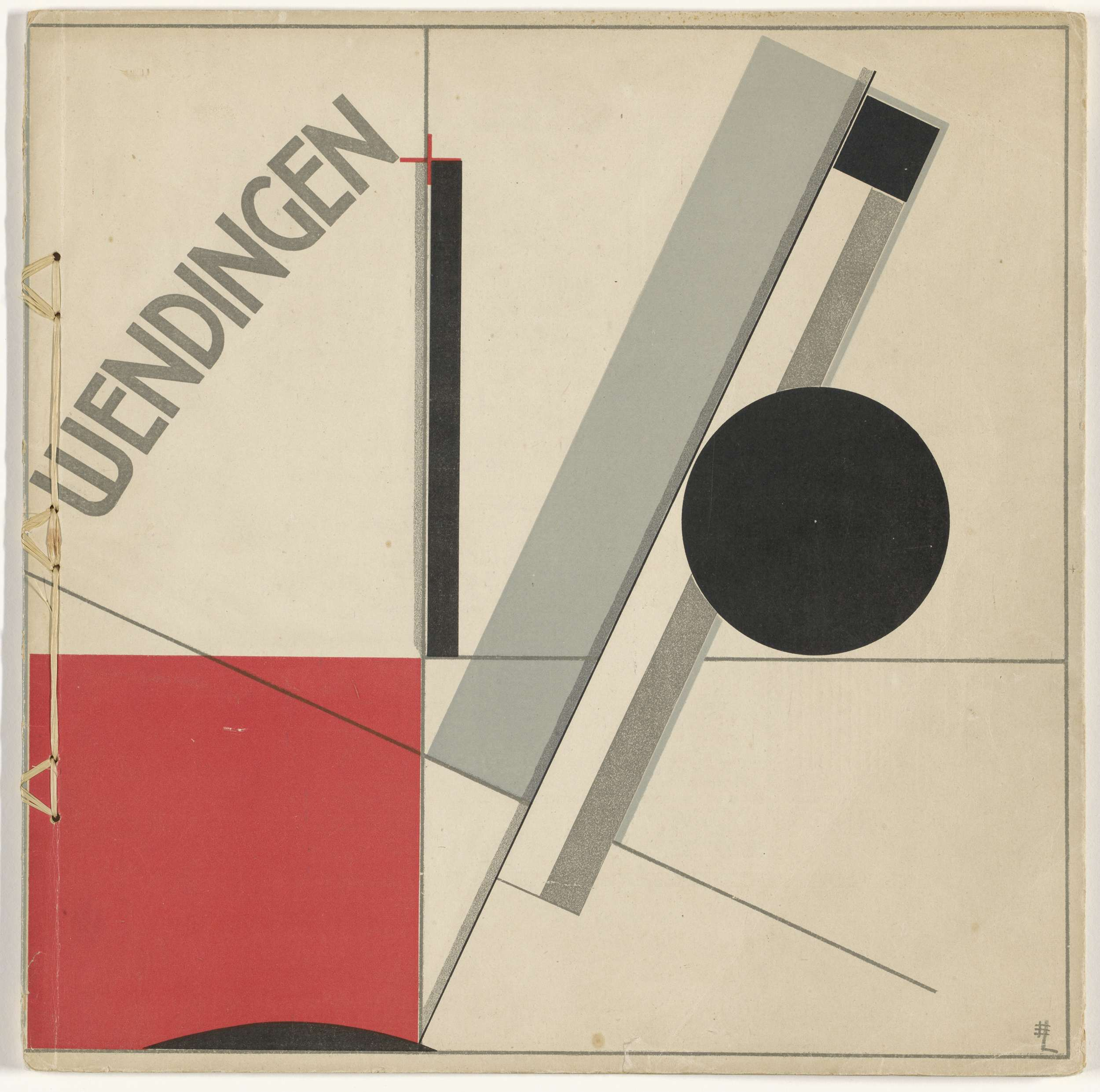
Wendingen (1921)
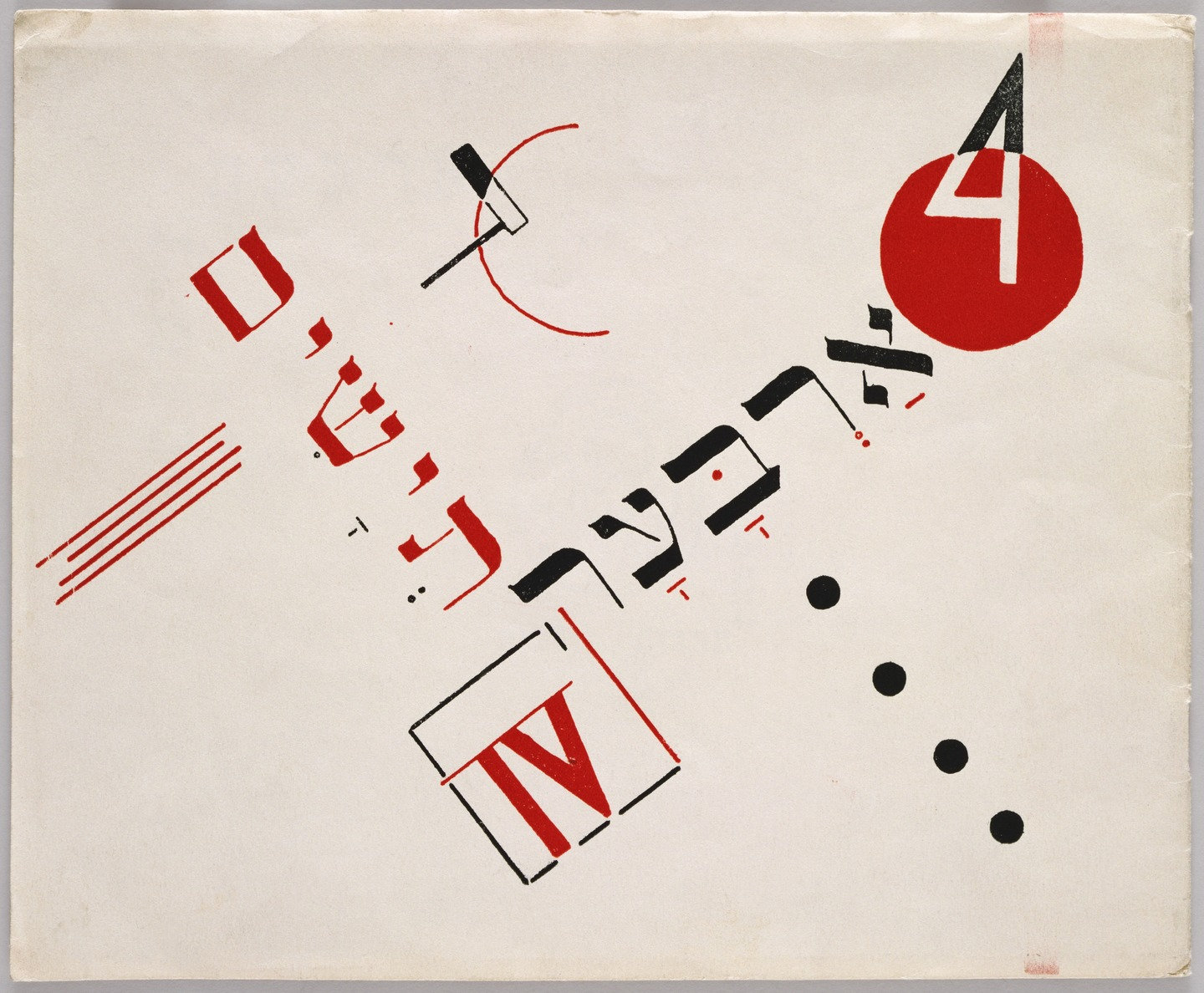
Teyashim (1922)
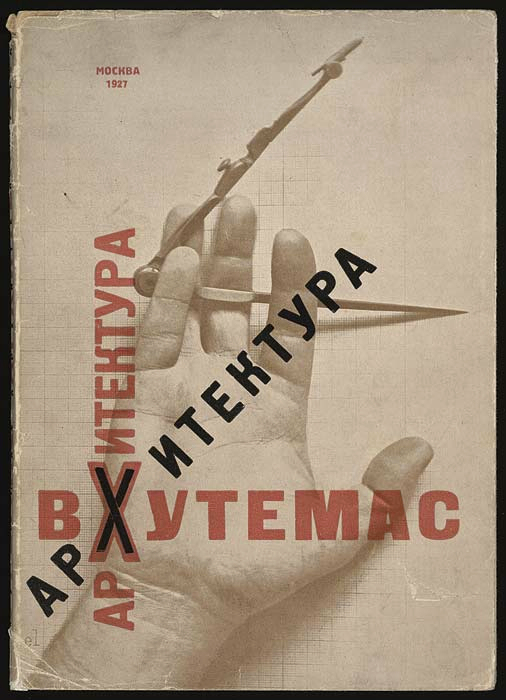
Vkhutemas (1927)
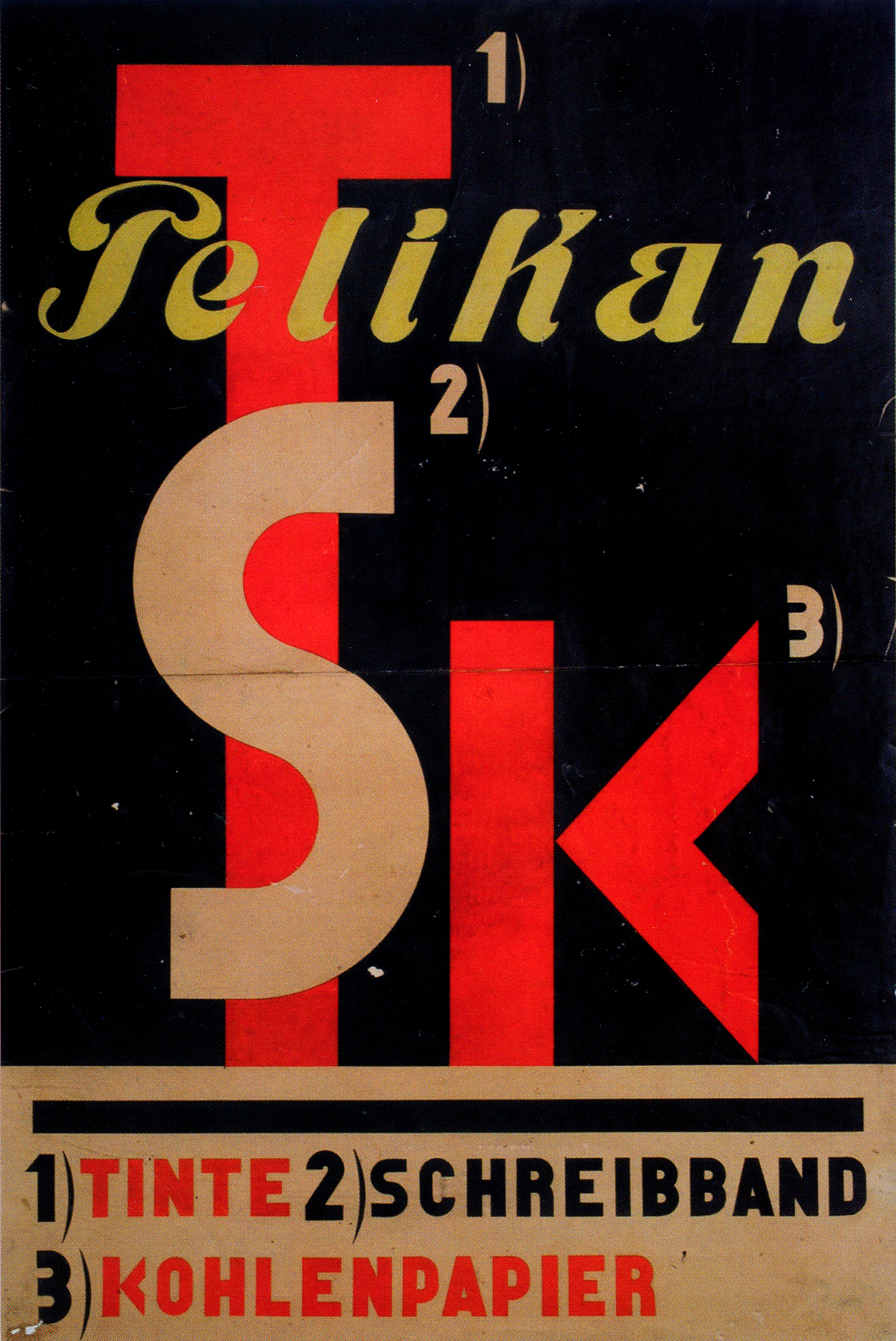
Reclame (1929)

### Publicatie
- El Lissitsky (juni 1922) 'Proun', De Stijl, 5e jaargang, nummer 6, pp. 81–85.
- Théo van Doesburg, Hans Richter, El Lissitsky, Karel Maes en Max Burchartz (augustus 1922) 'K.I. Konstruktivistische Internationale schöpferische Arbeitsgemeinschaft/I.C. Union Internationale des Constructeurs néo-plasticistes/K.I. Konstruktivistische Internationale beeldende Arbeidsgemeenschap', De Stijl, 5e jaargang, nummer 8, pp. 113–119.

### Typografische ontwerpen
- Omslag voor Wendingen, 4e jaargang (1921), nummer 11. Lithografie. 33 × 66,5 cm.